# ПВ-1
ПВ-1 — провід з вініловою ізоляцією.

## Призначення
Застосовується для стаціонарного прокладання в освітлювальних і силових мережах, для нерухомого монтажу електричного обладнання при мінімальному радіусі вигину 10 діаметрів кабелю. Прокладання виконується в сталевих трубах, пустотних каналах будівельних конструкцій, монтажних коробах. Також, провід ПВ-1 використовується для монтажу електричних кіл.

## Конструкція
- Струмопровідна жила — мідна однопроволочна, багатопроволочна
- Ізоляція — полівінілхлорид

## Технічні характеристики
- Номінальна напруга — 450/750В
- Температура експлуатації — −50°C — +70 °C
- Показник горючості — не горить при одиночній прокладці
- Мінімальна температура допустима при прокладці — −15 °C
- Мінімальний строк служби — 15 років